# Moise Kean
Bioty Moise Kean (/mɔɪs kɛn/, /mɔɪs kiːn/; sinh ngày 28 tháng 2 năm 2000) là một cầu thủ bóng đá chuyên nghiệp người Ý hiện đang thi đấu ở vị trí tiền đạo cho câu lạc bộ Serie A Fiorentina và đội tuyển bóng đá quốc gia Ý.
Anh là cầu thủ đầu tiên sinh ra vào những năm 2000 ra sân ở một trong năm giải đấu lớn của châu Âu (tháng 11 năm 2016), ra sân ở UEFA Champions League (tháng 11 năm 2016), ghi một bàn thắng ở một trong năm giải đấu lớn của châu Âu (tháng 5 năm 2017) và ghi một bàn thắng cho đội tuyển quốc gia Ý (tháng 3 năm 2019).
Kean đã có tên trong Bảng xếp hạng "Cầu thủ trẻ xuất sắc nhất" (NxGn) trong 3 năm liên tiếp: 2017 (thứ 19), 2018 (trong top 50) và 2019 (thứ 9).

## Thống kê sự nghiệp

### Câu lạc bộ
Tính đến trận đấu diễn ra ngày 19 tháng 5 năm 2021
| Câu lạc bộ                 | Mùa giải       | Giải quốc nội  | Giải quốc nội | Giải quốc nội | Cúp quốc gia | Cúp quốc gia | Cúp liên đoàn | Cúp liên đoàn | Châu Âu | Châu Âu | Khác | Khác | Tổng cộng | Tổng cộng |
| Câu lạc bộ                 | Mùa giải       | Hạng đấu       | Trận          | Bàn           | Trận         | Bàn          | Trận          | Bàn           | Trận    | Bàn     | Trận | Bàn  | Trận      | Bàn       |
| -------------------------- | -------------- | -------------- | ------------- | ------------- | ------------ | ------------ | ------------- | ------------- | ------- | ------- | ---- | ---- | --------- | --------- |
| Juventus                   | 2016-17        | Serie A        | 3             | 1             | 0            | 0            | —             | —             | 1       | 0       | —    | —    | 4         | 1         |
| Juventus                   | 2018-19        | Serie A        | 13            | 6             | 1            | 1            | —             | —             | 3       | 0       | 0    | 0    | 17        | 7         |
| Juventus                   | Tổng cộng      | Tổng cộng      | 16            | 7             | 1            | 1            | —             | —             | 4       | 0       | 0    | 0    | 21        | 8         |
| Verona (mượn)              | 2017-18        | Serie A        | 19            | 4             | 1            | 0            | —             | —             | —       | —       | —    | —    | 20        | 4         |
| Everton                    | 2019–20        | Premier League | 29            | 2             | 1            | 0            | 3             | 0             | —       | —       | —    | —    | 33        | 2         |
| Everton                    | 2020–21        | Premier League | 2             | 0             | 0            | 0            | 2             | 2             | —       | —       | —    | —    | 4         | 2         |
| Everton                    | Tổng cộng      | Tổng cộng      | 31            | 2             | 1            | 0            | 5             | 2             | 0       | 0       | 0    | 0    | 37        | 4         |
| Paris Saint-Germain (mượn) | 2020–21        | Ligue 1        | 26            | 13            | 5            | 1            | —             | —             | 9       | 3       | 1    | 0    | 41        | 17        |
| Tổng sự nghiệp             | Tổng sự nghiệp | Tổng sự nghiệp | 92            | 26            | 8            | 2            | 5             | 2             | 13      | 3       | 1    | 0    | 119       | 33        |

### Quốc tế
Tính đến 20 tháng 11 năm 2023
| Đội tuyển quốc gia Ý | Đội tuyển quốc gia Ý | Đội tuyển quốc gia Ý |
| Năm                  | Số trận              | Bàn thắng            |
| -------------------- | -------------------- | -------------------- |
| 2018                 | 1                    | 0                    |
| 2019                 | 2                    | 2                    |
| 2020                 | 9                    | 2                    |
| 2023                 | 3                    | 0                    |
| 2024                 | 4                    | 1                    |
| 2025                 | 2                    | 2                    |
| Tổng cộng            | 21                   | 7                    |

#### Bàn thắng quốc tế
Tỉ số và kết quả liệt kê bàn thắng của Ý trước.
| #  | Ngày                | Địa điểm                                           | Đối thủ       | Bàn thắng | Kết quả | Giải đấu                    |
| -- | ------------------- | -------------------------------------------------- | ------------- | --------- | ------- | --------------------------- |
| 1. | 23 tháng 3 năm 2019 | Sân vận động Friuli, Udine, Ý                      | Phần Lan      | 2–0       | 2–0     | Vòng loại Euro 2020         |
| 2. | 26 tháng 3 năm 2019 | Sân vận động Ennio Tardini, Parma, Ý               | Liechtenstein | 5–0       | 6–0     | Vòng loại Euro 2020         |
| 3. | 8 tháng 9 năm 2019  | Sân vận động Città del Tricolore, Reggio Emilia, Ý | Litva         | 2–0       | 5–0     | Vòng loại World Cup 2022    |
| 4. | 8 tháng 9 năm 2019  | Sân vận động Città del Tricolore, Reggio Emilia, Ý | Litva         | 4–0       | 5–0     | Vòng loại World Cup 2022    |
| 5. | 9 tháng 9 năm 2024  | Boszik Aréna, Budapest, Hungary                    | Israel        | 2–0       | 2–1     | UEFA Nations League 2024–25 |
| 6. | 23 tháng 3 năm 2025 | Westfalenstadion, Dortmund, Đức                    | Đức           | 1–2       | 3–3     | UEFA Nations League 2024–25 |
| 7. | 23 tháng 3 năm 2025 | Westfalenstadion, Dortmund, Đức                    | Đức           | 2–3       | 3–3     | UEFA Nations League 2024–25 |

## Danh hiệu

### Câu lạc bộ
Juventus
- Serie A: 2016–17, 2018–19
- Coppa Italia: 2016–17, 2023–24[12]
- Supercoppa Italiana: 2018

Paris Saint-Germain
- Coupe de France: 2020–21
- Trophée des Champions: 2020

### Quốc tế
U-19 Ý
- Giải vô địch bóng đá U-19 châu Âu Á quân: 2018[13]

Ý
- UEFA Nations League hạng ba: 2021

### Cá nhân
- Vua phá lưới U-17 Serie A: 2015-16